# Galium angustissimum
Galium angustissimum är en måreväxtart som först beskrevs av Heinrich Carl Haussknecht och Joseph Friedrich Nicolaus Bornmüller, och fick sitt nu gällande namn av Friedrich Ehrendorfer. Galium angustissimum ingår i släktet måror, och familjen måreväxter. Inga underarter finns listade i Catalogue of Life.